# Mainsat
Mainsat [mɛ̃sa] ist ein Dorf und eine Gemeinde in Frankreich. Die Gemeinde gehört zur Region Nouvelle-Aquitaine, zum Département Creuse, zum Arrondissement Aubusson und zum Kanton Aubusson. 

## Geographie

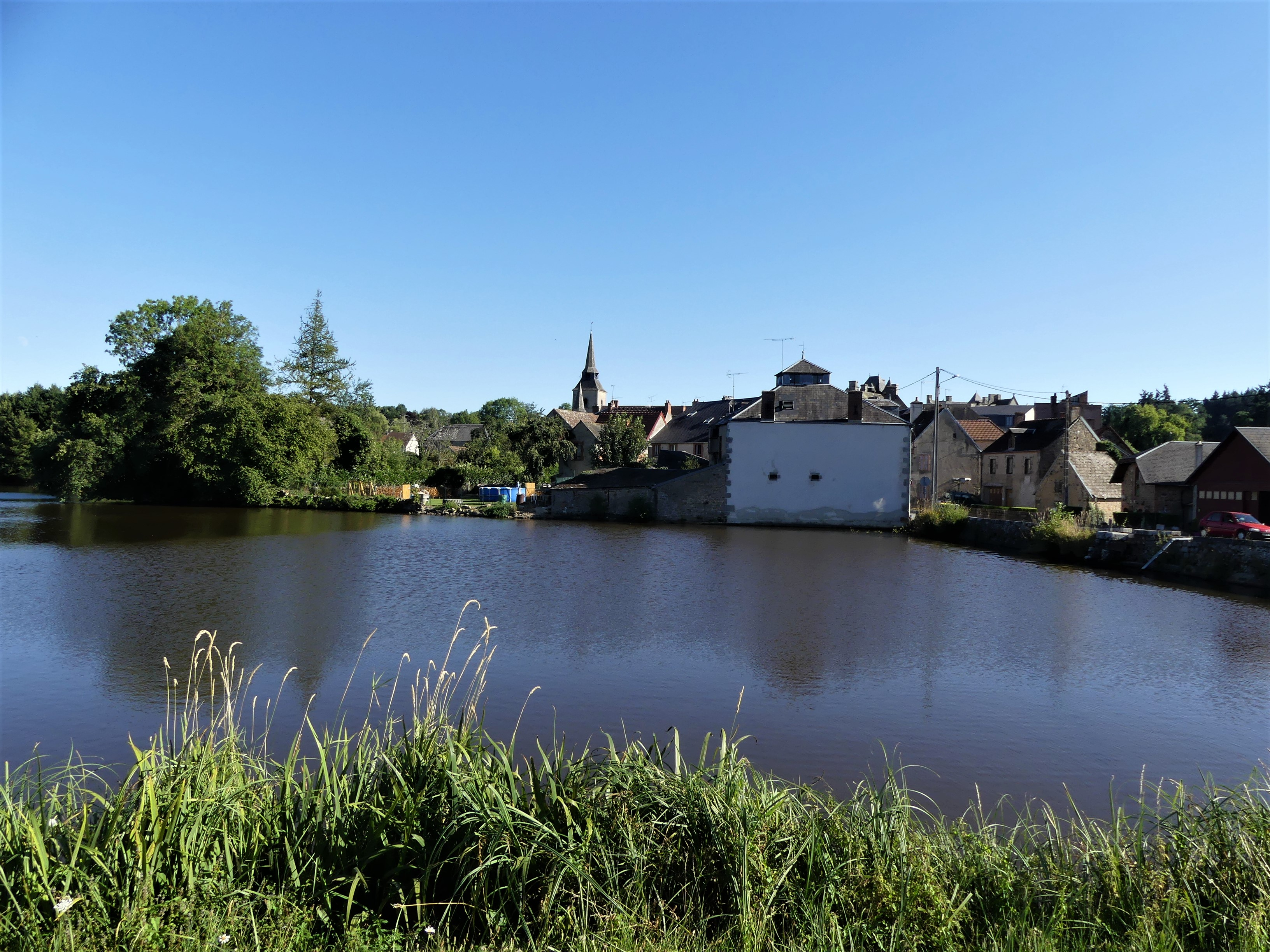
Blick über die angestaute Vezelle auf den Ort

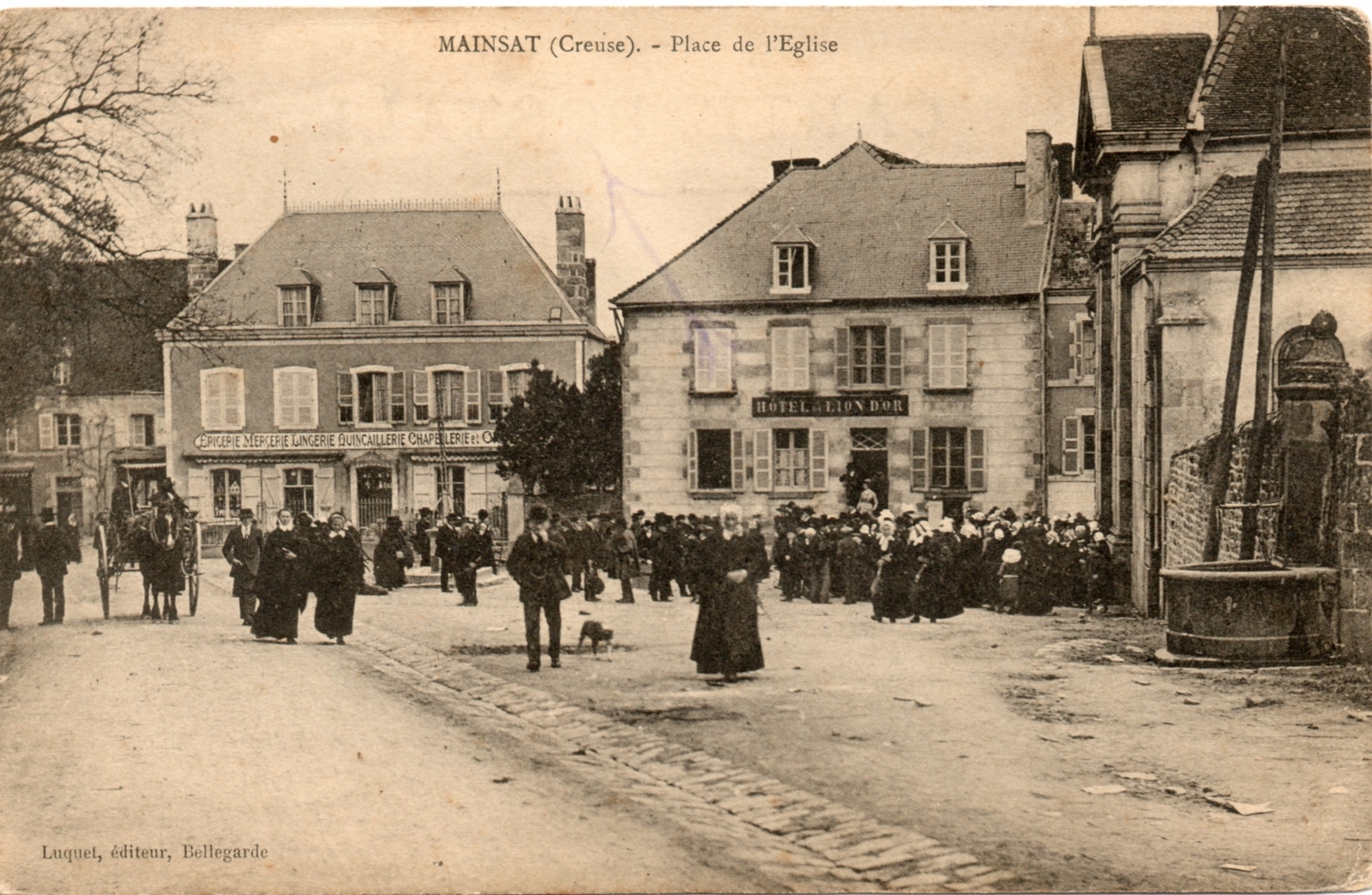
Place de l’Église (auch: Place du Marché) auf einer alten Postkarte

Der Hauptort liegt am Flüsschen Valette (dort auch als Vezelle bezeichnet), im Süden durchquert der Bellegy das Areal und im Norden entspringt die Méouze. Im Gemeindegebiet liegen auch einige kleine Seen, darunter der Étang du Mont, der Étang des Portes und der Étang de la Forêt.
Die Gemeinde grenzt im Norden an Saint-Priest und Sannat, im Osten an Arfeuille-Châtain und Bussière-Nouvelle, im Süden an Lupersat, im Südwesten an Champagnat und im Westen an La Serre-Bussière-Vieille.

## Sehenswürdigkeiten
- Église de l’Assomption-de-la-Vierge (Kirche Mariä Himmelfahrt)
- Schloss Mainsat

## Bevölkerungsentwicklung
| Jahr      | 1962 | 1968 | 1975 | 1982 | 1990 | 1999 | 2012 |
| --------- | ---- | ---- | ---- | ---- | ---- | ---- | ---- |
| Einwohner | 945  | 820  | 743  | 752  | 748  | 682  | 599  |